# ジス・ボーイ
「ジス・ボーイ」（This Boy）は、ビートルズの楽曲である。レノン＝マッカートニー名義となっているが、ジョン・レノンによって書かれた楽曲。イギリスでは1963年11月に発売されたシングル盤『抱きしめたい』のB面に収録されて発売された。アメリカでは1964年1月に発売されたキャピトル編集盤『ミート・ザ・ビートルズ』のA面3曲目に、カナダでは1964年3月9日に発売されたシングル盤『オール・マイ・ラヴィング』のB面に収録されて発売された。シングル盤発売当時の邦題は「こいつ」。本作は、1964年2月16日に放送された『エド・サリヴァン・ショー』に出演した際に演奏された。
1964年に公開された映画『ビートルズがやって来るヤァ!ヤァ!ヤァ!』では、「リンゴのテーマ」（Ringo's Theme (This Boy)）と題されたジョージ・マーティンによる本作のオーケストラ・アレンジ版が使用され、ユナイテッド・アーティスツ・レコードから発売されたサウンドトラック・アルバム『A Hard Day's Night (United Artists)』に収録された。シングル盤としても発売され、アメリカでは最高位53位を獲得した。

## 曲の構成
本作はレノンがスモーキー・ロビンソンのスタイルに触発されて書いた楽曲で、ドゥーワップのようなコード変更やメロディー、アレンジが取り入れられている。なお、アレンジはボビー・フリーマンの「You Don't Understand Me」やテディ・ベアーズの「逢った途端にひとめぼれ」に影響を受けている。
本作はレノン、ポール・マッカートニー、ジョージ・ハリスンの3声コーラスが特徴となっており、後に発表された「イエス・イット・イズ」や「ビコーズ」でもこのコーラス・アレンジが取り入れられた。当初ミドルエイトにはギターソロが当てられていたが、レコーディング中に変更された。

## レコーディング
「ジス・ボーイ」のレコーディングは、1963年10月17日にEMIレコーディング・スタジオで行なわれた。プロデュースはジョージ・マーティンが手がけ、15テイク録音され、その後2回にわたってオーバー・ダビングが施された。10月21日にミキシングが行われ、2つのテイクを結合して最終マスターを作成した後にミドルエイトの最後のヴァースを切り貼りし、曲の最後がフェード・アウトするように編集された。
1996年に発売されたシングル盤『フリー・アズ・ア・バード』のカップリング曲として、本作のテイク12と13が収録されていて、同テイクでレノンは「Thas Boy」と歌詞を間違えて歌っている。
1963年10月21日にステレオ・ミックスとモノラル・ミックスが作成され、1966年11月に新たなステレオ・ミックスが作成されたが、ビートルズ活動中に発売されることはなかった。1966年11月に新たなステレオ・ミックスが作成されたのは、1966年発売のコンピレーション・アルバム『オールディーズ』のためのミキシング・セッションにて、EMIスタッフの連絡ミスにより「バッド・ボーイ」と「ジス・ボーイ」を取り違えて作成したため。「ジス・ボーイ」のステレオ・ミックスは、解散後の1981年12月に発売された『ザ・ビートルズ EPコレクション』収録の『ザ・ビートルズ』のB面2曲目に収録された。CD作品では、1988年3月に発売されたアルバム『パスト・マスターズ Vol.1』で初収録となった。

### リンゴのテーマ
ジョージ・マーティンがオーケストラ・アレンジを手がけた「ジス・ボーイ」のインストゥルメンタル・バージョンは、映画『ビートルズがやって来るヤァ!ヤァ!ヤァ!』の中でリンゴ・スターが川辺を歩くシーンで使用された。このバージョンは、「リンゴのテーマ」（Ringo's Theme (This Boy)）と題され、1964年に発売されたシングル盤『アンド・アイ・ラヴ・ハー (オーケストラ・アレンジ版)』のB面に収録され、アメリカのBillboard Hot 100で最高位53位を記録した。
1964年6月26日にアメリカでユナイテッド・アーティスツ・レコードから発売されたサウンドトラック・アルバム『A Hard Day's Night (United Artists)』や、1965年2月19日にパーロフォンから発売されたマーティンのアルバム『ビートルズ・ヒット・ソング集』にも収録されている。

## クレジット
※出典（特記を除く）
- ジョン・レノン - ダブルトラックのボーカル[9]、アコースティック・ギター（ギブソン・J-160E）
- ポール・マッカートニー - ベース（ヘフナー・500-1）、ハーモニー・ボーカル
- ジョージ・ハリスン - エレクトリック・ギター（グレッチ・デュオ・ジェット）、ハーモニー・ボーカル
- リンゴ・スター - ドラム（ラディック・オイスター・ブラック・パール）

## チャート成績
| チャート (1964年)                                                                  | 最高位 |
| ---------------------------------------------------------------------------------- | ------ |
| - カナダ (en:CHUM chart) - 『All My Loving / This Boy』としてチャートイン          | 1      |
| - US Billboard Hot 100 - 「Ringo's Theme (This Boy)」でのチャートイン              | 53     |
| - US Adult Contemporary (Billboard) - 「Ringo's Theme (This Boy)」でのチャートイン | 7      |

## カバー・バージョン
- ジョー・バターン（英語版） - 1971年に発売されたアルバム『Sweet Soul』に収録[14]。
- ザ・ナイロンズ（英語版） - 1984年に発売されたアルバム『Seamless』に収録[15]。
- 佐藤博 - 1985年に発売されたコンピレーション・アルバム『THIS BOY』に収録。
- 竹内まりや - 2013年に発売されたシングル『Dear Angie〜あなたは負けない/それぞれの夜』に収録[16]。
- モナリザ・ツインズ - 2014年に発売されたアルバム『MonaLisa Twins Play Beatles & More』に収録[17]。